# Aframomum angustifolium
Aframomum angustifolium là một loài thực vật có hoa trong họ Gừng. Loài này được (Sonn.) K.Schum. mô tả khoa học đầu tiên năm 1904.